# Neolophonotus walkeri
Neolophonotus walkeri là một loài ruồi trong họ Asilidae. Neolophonotus walkeri được Londt miêu tả năm 1988. Loài này phân bố ở vùng nhiệt đới châu Phi.